# Krachtsport
Krachtsport is een tak van sport waarin kracht de hoofdrol speelt. Aangezien men kracht uitoefent met de spieren, zijn deze van groot belang binnen de krachtsport. In krachtsport staat de kwalitatieve en kwantitatieve ontwikkeling van de spieren centraal. Dit bereikt men veelal door krachttraining. Als de bekendste krachtsport kan het gewichtheffen worden gezien. Ook powerliften en armworstelen zijn krachtsporten. Bodybuilding en fitness zijn strikt genomen geen krachtsporten, maar worden wel tot die categorie gerekend.
Sinds 1 januari 2014 is de georganiseerde krachtsport in Nederland ondergebracht bij de sportbond Koninklijke Nederlandse Krachtsport & Fitnessbond (KNKF). Onder deze door NOC*NSF erkende landelijke sportbond vallen de secties Functional fitness, Powerliften, Paralympisch bankdrukken, Olympisch en niet-olympisch worstelen, Sambo, Kettlebellsports en Armworstelen.

## Lijst van krachtsporten
- Armworstelen
- Bodybuilding
- CrossFit
- Fitness
- Gewichtheffen
- Kettlebell
- Paalwerpen
- Polsstokhoogspringen
- Powerliften: squat, deadlift en bankdrukken
- Roeien
- Rope skipping
- Sterkste Man, met diverse competities, zoals de Strongman Champions League, de Arnold Strongman Classic met speciale onderdelen, die niet alleen kracht, maar ook conditie en techniek vereisen.
- Touwtrekken
- Worstelen
- Boulderen